# Jaime Villanueva
Jaime Villanueva Astengo (Játiva, 1765 - Londres, 14 de noviembre de 1824), historiador español de la Ilustración, hermano pequeño del también historiador Joaquín Lorenzo Villanueva (1757-1837).

## Biografía

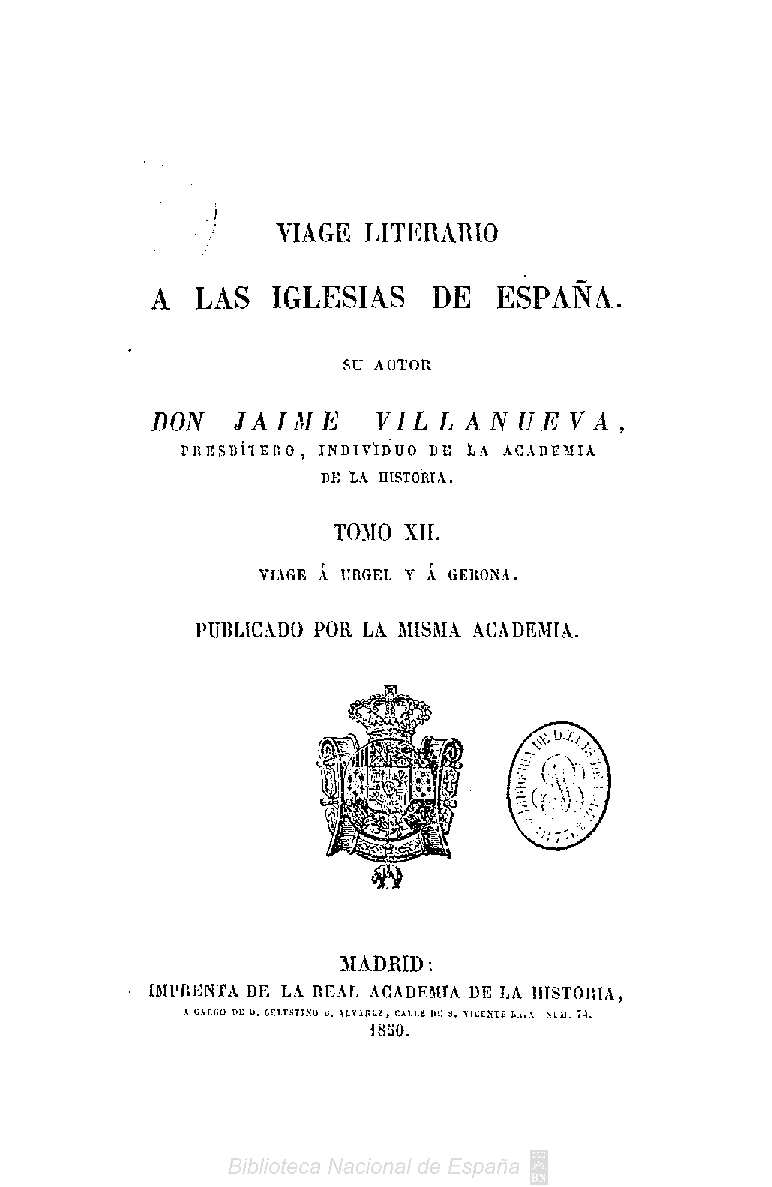
Portada del tomo XII del Viage literario a las iglesias de España de Jaime Villanueva, Madrid, 1850. Biblioteca Nacional de España.

Hijo del encuadernador de libros aragonés José Villanueva y Salvador, descendiente de hacendados y nacido en Olba (Teruel), y de la italiana Catalina Astengo y Badi, natural de Taurani (república de Génova), casados en Valencia y residentes en Játiva. Siguiendo los pasos de su hermano, estudió humanidades en Orihuela y allí ingresó en la Orden de Santo Domingo, no en Valencia, como se suele creer. Ejerció la docencia en colegios dominicos de Valencia y Madrid y fue miembro de la Real Academia de la Historia. Desde 1802 forjó con su hermano Joaquín Lorenzo un ambicioso proyecto literario, la publicación, auspiciada por el secretario de estado Pedro Cevallos de un De antiquis Hispanae Ecclesiae ritibus en varios tomos que terminó titulándose Viage literario a las iglesias de España, obra que debía recoger todos los ritos litúrgicos y ceremonias religiosas antiguas de la iglesia española en un itinerario previamente marcado. El proyecto se amplió posteriormente para reunir todo aquel documento importante para la historia eclesiástica española o la historia de España en general, como cartas puebla, poesías, crónicas, etcétera. Una Real Orden autorizó a Jaime a viajar por toda España "para que de los archivos y bibliotecas de comunidades del Reino recogiese los documentos convenientes". Su misión fundamental era extraer las copias que fueran necesarias de archivos y bibliotecas, señalándosele, al mismo tiempo, una pensión mensual "para los gastos que se ofreciesen".
Jaime visitó los archivos de catedrales y conventos de Cataluña, Reino de Valencia, Baleares y puntos de Andalucía, e iba enviando con sus descrubrimientos cartas a su hermano que este anotaba para hacer la obra. La intención de la obra era política: fundamentar el Regalismo de la iglesia española, y su metodología la del críticismo ilustrado. Su principal objetivo era demostrar que en los primeros tiempos del cristianismo no existía la uniformidad de los ritos que se observaban a comienzos del siglo XIX. A este respecto, los hermanos Villanueva resaltaron cuatro puntos: primero, que desde el principio de la Iglesia hubo diversidad, así en las ceremonias de la liturgia, como en los ritos del oficio eclesiástico. Segundo, que esta diversidad de ritos no se oponía a la unidad de la religión. Tercero, que el Orden romano, debidamente adoptado en España, mereció ser tratado particularmente por cada una de las diócesis, resultando de ello una "admirable variedad". Y cuarto, que las ceremonias instituidas por los eclesiásticos estaban sujetas "a mudanza", como lo demostraban muchas de ellas abolidas, alteradas, restablecidas por sínodos o mandatos, y que los archivos investigados demostraban esta alteración. 
Entre 1803 y 1806 se publicaron en Madrid los seis primeros tomos de cartas bajo el nombre de Joaquín Lorenzo, su hermano, que prologó la obra e introdujo algunas notas en ella. La Guerra de la Independencia interrumpió su trabajo y Jaime estuvo con su hermano en Cádiz, donde este fue diputado y él redactor del Diario de sesiones hasta 1813, lo que le valió constantes enfrentamientos con los realistas; al volver el absolutismo se retiró al Convento de las Magdalenas en Valencia y se dedicó a la predicación. Publicó Sermón que en las exequias de la reina de España doña Isabel de Braganza.. dijo... (Valencia, 1819). El famoso editor liberal valenciano Mariano Cabrerizo le encargó la traducción del Itinerario descriptivo de las provincias de España del francés Alexandre de Laborde.
En 1820 el gobierno constitucional le encargó reanudar sus trabajos y Villanueva se secularizó para realizar con mayor libertad la obra de su vida. Pedro Juan Mallén dio a la estampa la Noticia del Viage literario a las iglesias de España, emprendido de orden del rey, en el año 1802, escrita en el de 1814 (Valencia, 1820), escrita por él, y en Valencia, 1821, publicó los volúmenes VI al X. También en ese año, el 15 de abril, las Cortes le repusieron, a petición de su hermano, el diputado Joaquín Lorenzo, en el cargo de Maestro, para el que había sido vetado en 1815. En 1822 nombraron a Joaquín embajador ante la Santa Sede y ambos hermanos marcharon hacia Italia, pero el papa no concedió el placet diplomático y tuvieron que regresar, aunque no sin visitar antes a sus parientes genoveses. En 1823 tuvo que marchar al exilio con los demás liberales de su familia; en Londres frecuentó junto a su hermano la tertulia del librero Vicente Salvá. Fundó y redactó junto a Joaquín y José Canga Argüelles la revista Ocios de Españoles emigrados hasta su muerte, acontecida el 14 de noviembre de 1824 en casa de su amigo Vicente Salvá. Dejó algunos manuscritos, como Memorias cronológicas de los Condes de Urgel. Los restantes tomos del Viaje literario hasta el XXII se publicaron póstumos entre 1850 y 1852 con fondos aportados por el Comisario General de Cruzada, Manuel López Santaella, atendiendo a la solicitud que en ese sentido le hizo la Real Academia de la Historia. Se atribuyen a Jaime las Observaciones del C. Vern... sobre la Apología del Altar y del Trono que escribió el Ilmo. Sr. D. Fr. Rafael Vélez, Obispo de Ceuta.